# Francesco Pesellino

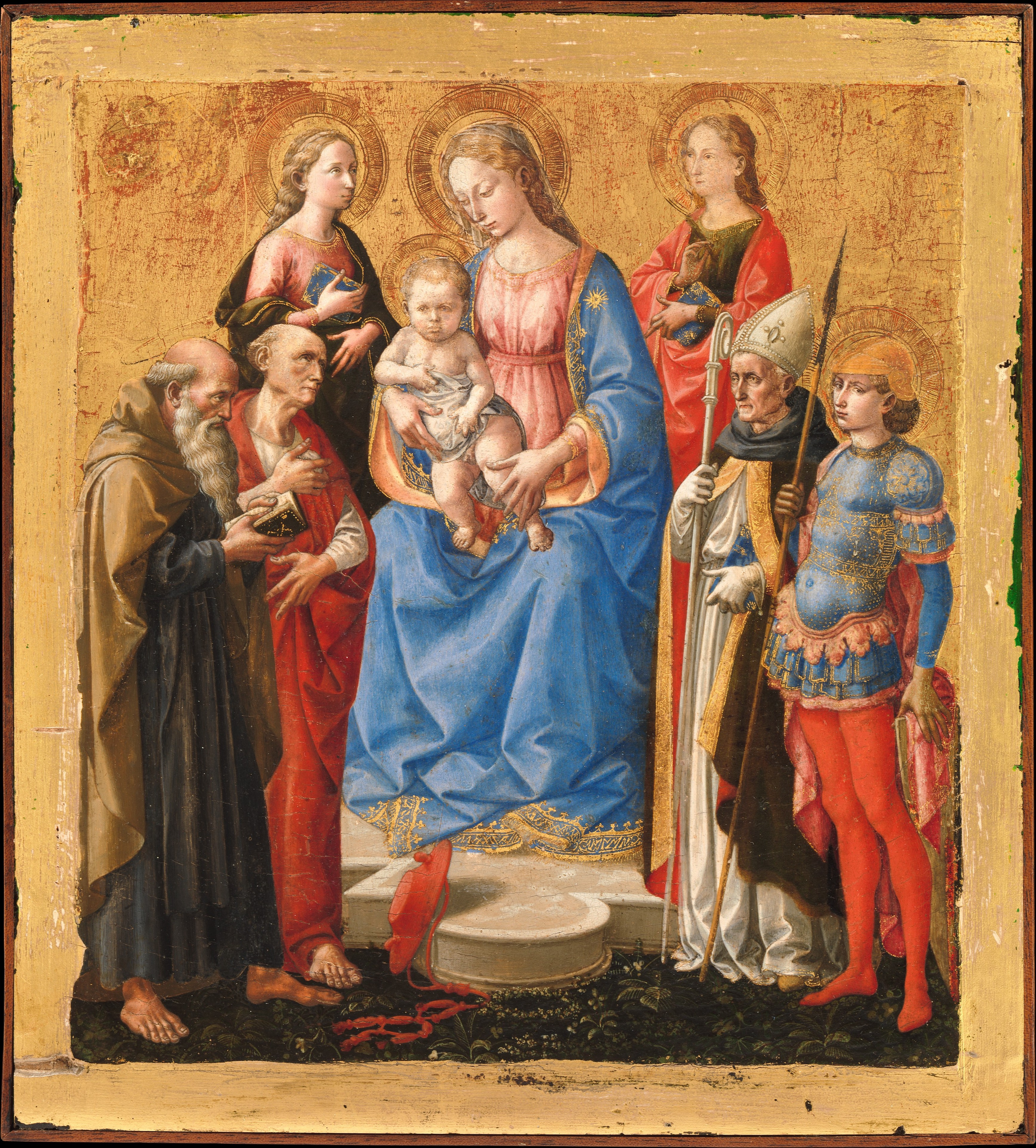
Mare de Déu i Infant amb sis sants, petita (25 x 23 cm) taula al tremp pintada per Pesellino, c. 1450, Metropolitan, Nova York

Francesco Pesellino (Florència, probablement 1422-1457), també conegut com a Francesco di Stefano, Il Pesellino, Francesco Peselli i Francesco di Stefano Pesellino va ser un pintor italià. Son pare era el pintor Stefano di Francesco (mort l'any 1427), i el seu avi matern fou el pintor Giuliano Pesello (1367-1446), de qui prové el diminutiu "Pesellino". Després de la mort de son pare l'any 1427, el jove Francesco Pesellino va anar a viure amb el seu avi, Giuliano Pesello, adoptant el seu nom. Va romandre al taller del seu avi fins a la mort d'aquest, i aleshores va unir-se al taller de Filippo Lippi (ca.1406-1469). Va casar-se l'any 1442, i probablement va entrar com a membre del Gremi de Pintors de Florència l'any 1447. Els anys següents es va fer una reputació amb petites i delicadament acabades peces, tant de tema religiós per a predel·les o ús devocional privat, com de temes profans, sovint per ser inserides en mobles o revestiments de fusta.
Va morir a Florència l'any 1457, quan només comptava amb 35 anys, tallant així una curta carrera molt prometedora. El seu estil «anticipa els desenvolupaments de pintors florentins posteriors, com ara Verrocchio i els Pollaiuoli».

## Obres

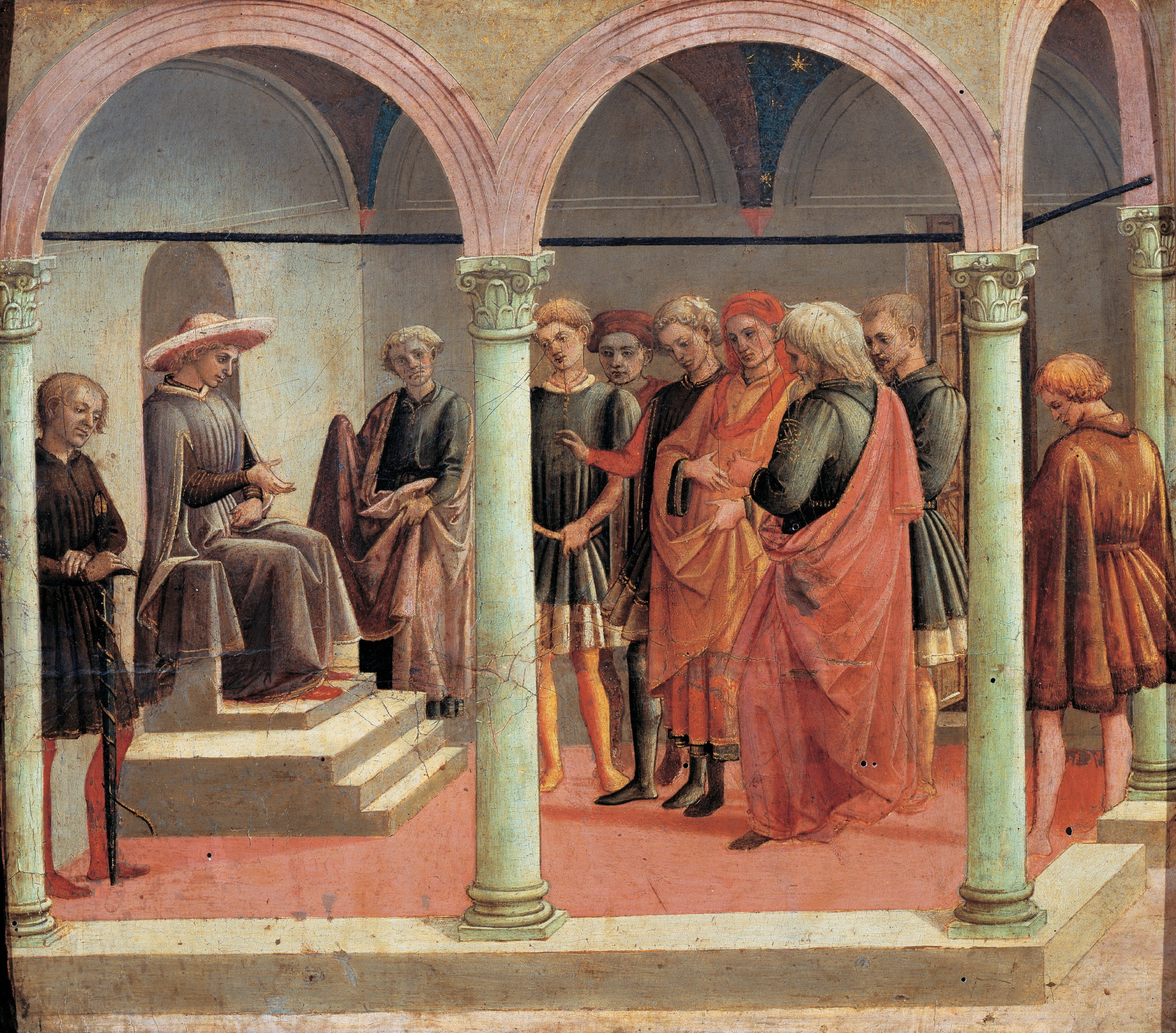
Escena profana de la Història de Griselda, ca 1450

Segons Vasari, va pintar la predel·la d'un retaule de Lippi per a la Santa Croce, que actualment es troba dispersa entre diversos museus: Uffizi, Louvre i Bèrgam. La seua única obra documentada amb seguretat que ha sobreviscut, i també l'única coneguda de gran escala, és un retaule amb predel·la de la Trinitat (National Gallery de Londres), que va deixar inacabada a la seua mort i que va ser finalitzada per Filippo Lippi i el seu taller. El panell principal, gairebé quadrat i d'1,8m de costat, mostra la Trinitat al Tron de la Clemència, flanquejat per quatre sants i àngels. Un panell de la predel·la es troba a l'Ermitage de Sant Petersburg. L'encàrrec està sorprenentment ben documentat, recollint els litigis entre la viuda de Pesellino i els qui n'havien fet la comanda, sobre la quantitat de diners que caldria afegir; aquest document és molt citat pels historiadors de l'art. L'obra va ser encarregada l'any 1455 per una confraria de capellans de Pistoia, i no la van rebre fins a l'any 1460. També n'han sobreviscut els dibuixos preliminars. Posteriorment, el retaule seria dividit en sis parts, probablement al segle xviii, i ara ha pogut ser reconstruït, amb una secció refeta i altra en préstec per la Royal Collection.
Molts altres quadres, avui dia perduts, van decorar en llocs prominents el Palau Mèdici i la Casa Vecchia dels Mèdici, i almenys una obra de Pesellino es trobava a la mateixa sala on es troba la Batalla de Sant Romano de Paolo Uccello. Han sobreviscut algunes taules que han pogut ser identificades per la comparació estilística amb el retaule, incloent-hi dues llargues taules horitzontals amb la Història de David i Goliat i el Triomf de David, probablement procedents de cassoni (També a la National Gallery de Londres). Hi ha altres peces de cassoni a Bèrgam i Boston, mentre que al Metropolitan Museum of Art i a Toledo, Ohio se'n conserven altres obres. El petit díptic de l'Anunciació del Courtauld Institute és un bon exemple de la pintura de gabinet sobre la qual va bastir la seua reputació. L'Ermitage conserva també sis miniatures a pàgina completa molt belles, procedent d'un manuscrit miniat.